# FC Codru Lozova
FC Codru is een Moldavische voetbalclub uit Lozova in het arrondissement Strășeni.
De club werd in 2008 opgericht en won in 2014 haar poule in de Divizia B waardoor Codru naar de Divizia A promoveerde. Daar werd de club in 2018 kampioen waardoor Codru in 2019 voor het eerst in de Divizia Națională speelde. Daar speelde Codru haar thuiswedstrijden in Ghidighici omdat het lokale stadion niet aan de eisen van de bond voldeed. De club werd laatste maar wist zich via een promotie-degradatiewedstrijd tegen CSF Spartanii Selemet te handhaven op het hoogste niveau.
FC Fălești ·
Iskra Rîbnița · 
Olimp Comrat · 
FC Saksan ·
Sheriff 2 ·
Drochia ·
Nisporeni ·
FC Stăuceni ·
FCM Ungheni ·
Univer Comrat ·
Victoria ·
Vulturii